# 安定郡
安定郡（あんてい-ぐん）は、中国にかつて存在した郡。現在の寧夏回族自治区中南部及び甘粛省平涼市・白銀市及び鎮原県一帯に相当する。

## 漢代
前114年（元鼎3年）、漢朝により北地郡より分割して設置された。郡治は高平県に置かれ、涼州刺史部の管轄とされた。漢代の管轄県については下表を参照。
| 漢朝の行政区画変遷 | 漢朝の行政区画変遷 |
| 『漢書』地理志     | 『後漢書』地理志   |
| ------------------ | ------------------ |
| 高平県             |                    |
| 朝那県             |                    |
| 臨涇県             |                    |
| 彭陽県             |                    |
| 三水県             |                    |
| 陰槃県             |                    |
| 復累県             | -                  |
| 安俾県             | -                  |
| 撫夷県             | -                  |
| 涇陽県             | -                  |
| 鹵県               | -                  |
| 烏氏県             | 烏枝県             |
| 陰密県             | -                  |
| 安定県             | -                  |
| 安武県             | -                  |
| 参䜌県             | -                  |
| 祖厲県             | -                  |
| 爰得県             | -                  |
| 眴巻県             | -                  |
| 鶉陰県             | -                  |
| 月氏道             | -                  |
| 無                 | 鶉觚県             |

## 魏晋南北朝時代
晋のとき、安定郡は、臨涇・朝那・烏氏・都盧・鶉觚・陰密・西川の7県を管轄した。北魏のとき、安定郡は涇州に属し、安定・臨涇・朝那・烏氏・石堂の5県を管轄した。北周の時代には、安定郡の管轄県は安定・烏枝・臨涇・撫夷の4県まで縮小していたが、更に烏枝・臨涇・撫夷の3県が廃止となり、管轄県は安定県の1県のみとなった。
| 魏晋南北朝時代の行政区画変遷 | 魏晋南北朝時代の行政区画変遷 | 魏晋南北朝時代の行政区画変遷 | 魏晋南北朝時代の行政区画変遷 |
| 『晋書』地理志               | 『魏書』地形志 涇州          | 『北周地理志』               | 『読史方輿紀要』             |
| ---------------------------- | ---------------------------- | ---------------------------- | ---------------------------- |
| 臨涇県                       | 臨涇県                       | 臨涇県                       | 無                           |
| 朝那県                       | 朝那県                       | 無                           | 無                           |
| 烏氏県                       | 烏氏県                       | 烏枝県                       | 無                           |
| 都盧県                       | 無                           | 無                           | 無                           |
| 鶉觚県                       | 無                           | 無                           | 無                           |
| 陰密県                       | 無                           | 無                           | 無                           |
| 西川県                       | 無                           | 無                           | 無                           |
| 無                           | 安定県                       | 安定県                       | 安定県                       |
| 無                           | 石堂県                       | 無                           | 無                           |
| 無                           | 無                           | 撫夷県                       | 無                           |

## 隋代
583年（開皇3年）、隋が郡制を廃すると、安定郡は涇州と改められた。607年（大業3年）に州が廃止されて郡が置かれると、涇州は安定郡と改称された。安定・鶉觚・陰盤・朝那・良原・湫谷・華亭の7県を管轄した。

## 唐代
618年（武徳元年）、唐が薛仁杲を平定すると、安定郡は涇州と改められた。742年（天宝元年）、涇州は安定郡と改称された。756年（至徳元載）、安定郡は保定郡と改称され、安定郡の呼称は姿を消した。758年（乾元元年）、保定郡は涇州と改称された。